# Сісават Кеобунпханх
Сісават Кеобунпханх (лаос. ສີສະຫວາດ ແກ້ວບຸນພັນ; 1 травня 1928 — 12 травня 2020) — лаоський військовик і політик, віцепрезидент і вісімнадцятий прем'єр-міністр Лаоської Народно-Демократичної Республіки.

## Біографія
Народився 1928 року в родині, що належала до етнічної групи червоні тай.

### Боротьба за незалежність та громадянська війна
У квітні 1947 року вступив до лав руху Лао Іссара, що боровся проти французів, які намагались після завершення Другої світової війни відновити колоніальний контроль над Лаосом та іншими своїми колишніми володіннями в Індокитаї. Брав участь у партизанських діях на території рідної провінції. Відзначився у боях за місто Самниа.
1949 року після розпуску Лао Іссара, вступив до лав Комуністичної партії Індокитаю. Брав участь у формуванні бригади «Ласавонґ» — першого лаоського військового з'єднання, що перебувало під контролем компартії. Отримав посаду політкерівника тієї бригади, а командиром став Кейсон Фомвіхан, майбутній багаторічний генеральний секретар центрального комітету Народно-революційної партії Лаосу та Президент Лаосу в 1991—1992 роках. Дружні стосунки, що встановились між Сісаватом Кеобунпханхом і Кейсоном Фомвіханом у той період, збереглись у подальшому на дуже тривалий час.
1951 року під час розділення Комуністичної партії Індокитаю на три національні компартії брав активну участь у формуванні Народно-революційної партії Лаосу та ввійшов до складу її керівництва. Впродовж декількох наступних років — до підписання Женевських угод 1954 року, що поклали край воєнним діям і зафіксували визнання Францією суверенітету Лаосу — відряджався до складу різних військових частин Патет Лао, де займався в основному політичною роботою.
У березня 1955 року за підсумками першого з'їзду Народно-революційної партії Лаосу Сісават Кеобунпханх був введений до складу її Центрального комітету. В січні 1956 року ввійшов до складу центрального комітету Патріотичного фронту Лаосу — коаліційної структури, що об'єднала основні політичні сили країни та стала фактично політичною надбудовою Патет Лао.
1960 року після початку в країні громадянської війни став заступником начальника генерального штабу збройних сил Патет Лао. Того ж року особисто керував операцією з захоплення Самниа.
У лютому 1972 року за підсумками другого з'їзду НРПЛ знову ввійшов до складу її Центрального комітету. На завершальному етапі громадянської війни обіймав різні військово-командні посади та зрештою став начальником генерального штабу Народної армії Лаосу. Відігравав ключову роль у плануванні та проведенні військової кампанії в провінції Бокеу, в тому числі операції з захоплення її адміністративного центру, міста Хуайсай на початку 1975 року.

### Подальша кар'єра
Після проголошення Лаоської Народно-Демократичної Республіки Сісават Кеобунпханх увійшов до складу уряду, залишаючись при цьому на посаді начальника генерального штабу. Також він продовжував діяльність у керівних партійних органах та невдовзі став першим секретарем міського партійного комітету В'єнтьяна, зберігши при цьому всі свої посади. 1980 року отримав найвище військове звання повного генерала.
У квітні 1982 року за підсумками третього з'їзду Народно-революційної партії Лаосу залишився у складі ЦК та був призначений на посаду міністра внутрішніх справ. У листопаді 1986 року за підсумками четвертого з'їзду НРПЛ увійшов до складу політбюро партії. При цьому залишив міністерську посаду, втім залишився першим секретарем столичного міськкому партії.
П'ятий з'їзд НРПЛ, що відбувся в березні 1991 року завдав серйозного удару по становищу Сісавата Кеобунпханха. Його вивели зі складу політбюро та усунули від посади першого секретаря комітету партії В'єнтьяна. Посада в ЦК, на яку його перевели, вважалась лише п'ятнадцятою в ієрархії тієї структури, до складу якої на той час входили 49 членів. Жодних публічних пояснень настільки суттєвого апаратного пониження не було, однак деякі спеціалісти з сучасної історії Лаосу пов'язують його зі звинуваченнями в корупції, що нібито мали місце.
У наступні кілька років Сісавату Кеобунпханху вдалось, однак, відновити довіру до себе з боку вищого партійного й державного керівництва. Результатом став новий, досить значний зліт його кар'єри: за підсумками шостого з'їзду НРПЛ, що відбувся в березні 1996 року, його не лише відновили у складі політбюро, але й призначили на новостворену посаду віцепрезидента країни.
У лютому 1998 року в результаті перестановок у вищих органах державної влади Сісават Кеобунпханх зайняв посаду прем'єр-міністра Лаосу, ставши таким чином другою особою за ступенем впливу в державі. Він здійснював особистий контроль за реалізацією планів національного економічного та соціального розвитку в ключових галузях, неодноразово очолював офіційні делегації Лаосу на різних міжнародних заходах найвищого рівня.
У березні 2001 року після завершення сьомого з'їзду НРПЛ залишив посаду голови уряду й очолив Фронт національного будівництва Лаосу — достатньо значущу державну структуру, що займається проблематикою міжнаціональних та міжконфесійних відносин, а також координує діяльність більшості громадських організацій країни. Він зустрічався з зарубіжними релігійними лідерами, які відвідували Лаос, брав участь у різних міжнародних заходах. Очолював Фронт упродовж 10 років, допоки 2011 року не вийшов на пенсію.
Після того періодично брав участь у різних політичних і громадських заходах. 2014 року разом з кількома іншими колишніми функціонерами НРПЛ публічно закликав владу до більш рішучої боротьби з корупцією та нераціональним витрачанням бюджетних коштів.
Помер 12 травня 2020 на 93-му році життя. У зв'язку з його смертю в Лаосі було оголошено п'ятиденну національну жалобу.